# Alis Levi
Maude Alice Rachel Cabessa, in arte Alis Levi (Manchester, 3 luglio 1884 – Cortina d'Ampezzo, 7 febbraio 1982), è stata una pittrice e scrittrice inglese.

## Biografia
Figlia di Olga Bondi e di Davide Cabessa, fu allieva di Carolus-Duran. Frequentò nella prima giovinezza Redon, Monet, Degas, Cézanne, Rosso, Cocteau, Braque, Miró.
Nel 1904 prese parte a due collettive al Salon d'Automne e alla Exposition d'Art di Versailles e conobbe il pianista Giorgio Levi, compagno della sua vita. Giorgio Levi fu un pianista amato da Gabriele D'Annunzio e da Arthur Rubinstein.  D'Annunzio lo cita più volte nel suo Notturno: "...Giorgio mi suona un'aria di Gerolamo Frescobaldi detta la Frescobalda. Il cielo grande di Ferrara s'inarca sulla mia malinconia.", "Nell'insonnia il preludio di Aleksandr Skrjabin mi passa e ripassa sulla fronte..."Rubinstein suonò con Levi in una serata memoranda dalle dieci alle due di notte e dichiarò: "Una serata sublime, indimenticabile, avrei continuato a suonare fino alla morte". Nella loro casa di Venezia Alis e Giorgio accolsero importanti nomi della cultura.
Nel 1925 Alis Levi fece una personale alla Bottega di Poesia di Milano con presentazione di Nino Barbantini:  "Il silenzio più profondo per lei è colmo di echi... le cose reali si rivelano con la spettralità e l'immaterialità delle evocazioni effimere come se sgorgassero, allucinatorie e fantastiche, dall'incantesimo di un accordo". Nel 1934 fu presente alla Biennale di Venezia con un pannello laccato "Gli Angeli al Santo Sepolcro". Durante la guerra la pittrice trovò rifugio prima a Cortina d'Ampezzo, poi a Roma. Alla fine delle ostilità partecipò a varie edizioni della Quadriennale di Roma (1955-56), della Biennale di Venezia e, nel 1953, espose le sue opere con una personale alla Galleria veneziana il Cavallino di Carlo Cardazzo, presentata da Rodolfo Pallucchini: "I Paesaggi di Burano sono tra le cose più notevoli che la Levi abbia finora dipinto: essi non sono colti sul "motiv", cioè non sono fugaci sensazioni, ma sono elaborati del ricordo, cioè vissuti nei loro nuclei elementari di poche dense strutture plastiche affacciate sull'acqua, in una meditazione poetica che conferisce loro, in quel colore denso, pulviscolare, un aspetto di cupa solitudine.".
Trasferitasi definitivamente a Cortina d'Ampezzo, fece della sua casa uno dei salotti letterari più raffinati della seconda metà del Novecento.
Nel 1961 fece una personale alla Galleria Santo Stefano di Venezia, nel 1964 a Roma alla Galleria Anthea con presentazione di Ferruccio Ulivi: "le forme di questi quadri lussureggiano di vellutato splendore, o si vedono traslocare sul punto di dissolversi, un po' come fiale o essenze che nessuno avrebbe saputo dipingere così". Nel 1968 alla Galleria Medea di Cortina, nel 1970 alla Galleria Hausmann sempre a Cortina con presentazione di Dino Buzzati, nel 1973 alla Galleria Santo Stefano a Venezia, nel 1976 alla Galleria due Ruote di Vicenza e nel 1980 alla Galleria Piccinini di Cortina con presentazione di Alessandro Bonsanti.
Alis Levi raccontò la sua infanzia parigina nel libro edito da De Luca “Souvenirs d'une enfant de la Belle Époque”. Di particolare interesse la descrizione degli amici di Marcel Proust, che diverranno poi i modelli per la Recherche: Robert de Montesquiou (Charlus), Boniface de Castellane (Saint-Loup), Winnaretta Singer de Polignac (Madame Verdurin) e, naturalmente, Charles Haas (Charles Swann) amante di Sarah Bernhardt.

## Opere
- "Capri: con 8 ricercari di Gabriele D'Annunzio, conclusi l'8 novembre 1930 ore 4 del mattino col piombo di Alis Levi poetessa di Capri". Prefazione di Giorgio Nicodemi. Bologna, G. Maylender, stampa 1933. Opera edita su carta a mano nell'Officina Bodoni di Verona.
- "Intimità con la pittura" (Con lo pseudonimo Andrea Alante). Firenze, F.lli Parenti, 1941.
- "L'istant quelconque". Prefazione di Diego Valeri. Venezia, Istituto Tipografico editoriale, 1952.
- "Preludio all'impossibile". Prefazione di Arturo Carlo Jemolo, note di Renato Monteleone Padova, Rebellato, 1960.
- "Dipinti e disegni con una antologia critica". Vicenza, Edizioni Neri Pozza, 1966.
- “Souvenirs d'une enfant de la Belle Époque”. Roma, De Luca Editori, 1970.
- Autopresentazione nel Catalogo della Personale alla Galleria Santo Stefano di Venezia, 1973.
- Catalogo delle opere di Alis Levi. Agenzia Editoriale Azzurro, 1983 - p. 140.

## Galleria d'immagini

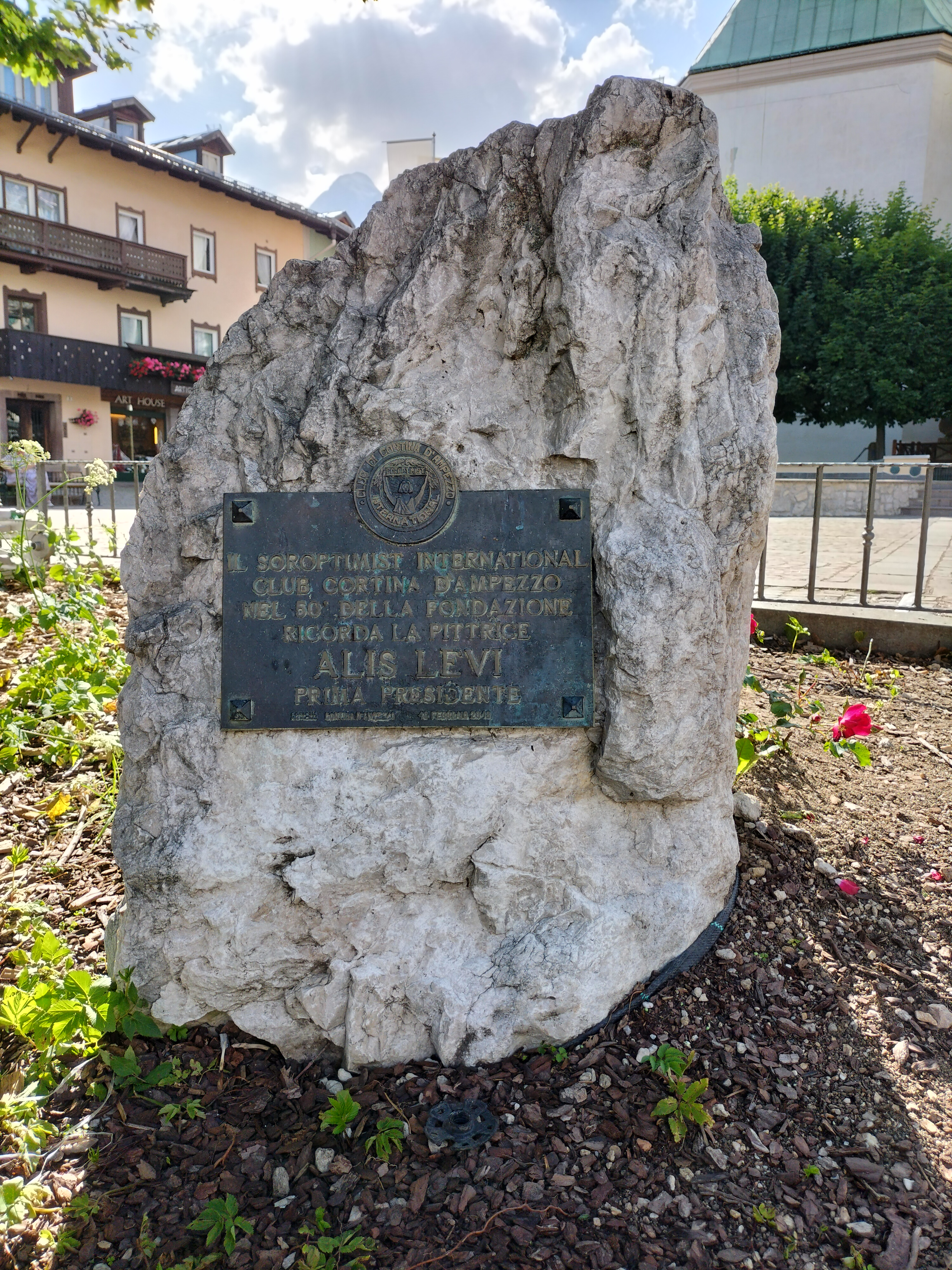
Memoriale di Alis Levi a Cortina d'Ampezzo